# Chrysaora plocamia
Chrysaora plocamia är en manetart som först beskrevs av René-Primevère Lesson 1830.  Chrysaora plocamia ingår i släktet Chrysaora och familjen Pelagiidae. Inga underarter finns listade i Catalogue of Life.